# پرسه‌زنان
پرسه‌زنان (نام علمی: Periplaneta) نام یک سرده از شاخه بندپایان است.